# Dolbears lag

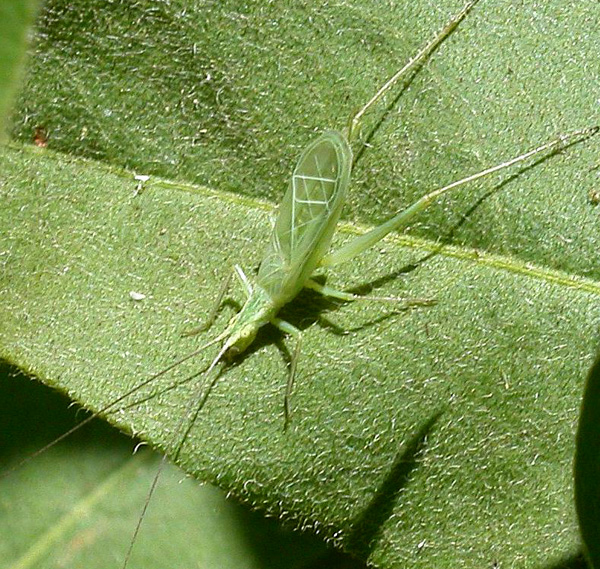
Syrsan Oecanthus fultoni.

Dolbears lag uttrycker sambandet mellan luftens temperatur och frekvensen i upprepningen hos en syrsas spel, knirpandet. Den är namngiven efter fysikern Amos Dolbear och publicerad i American Naturalist år 1897. Artikeln hette "The Cricket as a Thermometer", (på svenska "Syrsan som termometer"). Senare noterades att sambandet rapporterats redan 1881 av en forskare vid namn Brooks, men hennes rapport väckte ingen eller lite uppmärksamhet innan den återupptäcktes.
Dolbear klargjorde inte vilken art vars spel han observerat men senare forskare menade att det var Oecanthus fultoni. Även "Oecanthus niveus" har angetts men klassificeringen mellan dessa båda har tidigare varit oklar.
Alla syrsors spel ändrar sig när temperaturen faller på kvällen men en del arter påverkas även av andra faktorer som ålder och parningslekar.

## Ekvationerna
Sambandet som presenterades, där TF är temeperaturen i Fahrenheit och N60 är antalet "knirpar" på en minut, är:
{\displaystyle T_{F}=50+\left({\frac {N_{60}-40}{4}}\right).}
Omgjort till temperatur i grader Celsius (°C), blir:
{\displaystyle T_{C}=10+\left({\frac {N_{60}-40}{7}}\right).}
Den formeln kan approximeras med en metod där antalet "knirpar" under 8 sekunder räknas och 5 adderas. Approximationen fungerar någorlunda för temperaturer mellan 5 och 30°C:
{\displaystyle \,T_{C}=5+N_{8}}